# Де Феррари, Раффаэле
Раффаэле де Феррари (итал. Raffaele De Ferrari; Генуя,1732 — Генуя, 1801) — дож Генуэзской республики.

## Биография
Родился в Генуе в 1732 году. Сын Джироламо де Феррари и Изабеллы Адорно, был крещен в церкви Санта-Мария-делле-Винье. Только в 1774 году получил свою первую государственную должность. Был сенатором Республики, главой магистрата флота и границ в 1780 году, судьей, покровителем Банка Сан-Джорджо в 1786 году.   
Довольно неожиданно был избран дожем 4 июля 1787 года, 180-м в истории Генуи, получив 227 голосов из 321 голосов членов Большого Совета. Чтобы отметить свое избрание, новый дож заказал роскошный банкет, торжества также прошли в Вольтаджо, где Феррари имели обширные владения. В его правление, 11 августа 1788 года, генуэзцы отбили нападение алжирских пиратов на Бордигеру.   
Его мандат завершился 4 июля 1789 года. Уже 13 июля он предстал перед верховным Синдикаторием для обсуждения итогов работы дожа. Его правление получило положительную оценку, и Феррари был назначен пожизненным прокурором. Вплоть до падения Республики в конце 1797 года он служил в качестве члена совета Военно-морского флота и границ. 
Во время правления Временного правительства Лигурийской Республики, созданной после падения Республики Генуя, он считался одним из лидеров, наряду с другими дворянами, народных восстаний в долине рек Бизанбо и Польчевера против французского господства. Был арестован и оставался в заключении с 11 другими дворянами, которые были объявлены врагами режима. 
Он умер в Генуе в 1801 году и был похоронен в святилище Богоматери в квартале Короната. 
Был женат на Сеттимии Спиноле, известно лишь об одном его сыне, Андреа. 